# John Pershing
John Joseph "Black Jack" Pershing, född 13 september 1860 i Laclede i Linn County, Missouri, död 15 juli 1948 i Washington, D.C., var en amerikansk general. Pershing blev brigadgeneral 1906, generalmajor 1916, general 1917 och utnämndes till USA:s arméstabschef i september 1919 (under the provisions of the Act of US Congress of 3 september 1919, Public Law 45).

## Biografi
Pershing deltog med utmärkelse i Spansk-amerikanska kriget 1898 och ledde krigsoperationerna på Filippinerna 1902-03. Han var 1905-06 militärattaché i Japan och militärguvernör på Filippinerna 1906-1913 under vilken tid han krossade det filippinska upproret. 1916 var han chef för en "straffexpedition" till Mexico och blev 1917 överbefälhavare för den amerikanska expeditionsarmén under första världskriget. Han insisterade på att de amerikanska styrkorna skulle strida som sammanhållna förband istället för att stickas in i franska eller brittiska arméer. Efter kriget var han under åren 1921-1924 USA:s arméstabschef.
Pershing, som kallades "Black Jack", är den general, som uppnått den högsta rangen av alla generaler i USA nämligen General of the Armies of the United States som är högre än femstjärnig general. Själv bar han dock aldrig fler än fyra stjärnor. (Generalerna Washington, Grant, Sherman, Sheridan och Pershing tillhör en särskild kategori. Grant, utnämnd 1866, Sherman utnämnd 1869 och Sheridan utnämnd 1888 hade titeln General of the Army of the United States. Washington, utnämnd postumt 1976 och för all framtid rankad som den främste inom USA:s armé och Pershing hade titeln General of the Armies of the United States. Motsvarande ämbete fick endast ha en innehavare samtidigt. I december 1944 utnämndes femstjärniga generaler, med titeln General of the Army, som till antalet fick vara högst fyra. I Army Regulation 600-15, daterad januari 1945, rankades Pershing före dessa).  
Han var 1920 påtänkt som republikanernas presidentkandidat och hade en hel del stöd men nominerades aldrig eftersom många konservativa republikaner misstrodde hans relationer med den demokratiska Wilsonadministrationen.
Pershing utgav boken My Experiences in the World War (1931).
För att påminna om de insatser han gjort som soldat, döptes den i Koreakriget vanligaste amerikanska stridsvagnen till M26 Pershing och medeldistansroboten MGM-31 till Pershing.